# Samaria

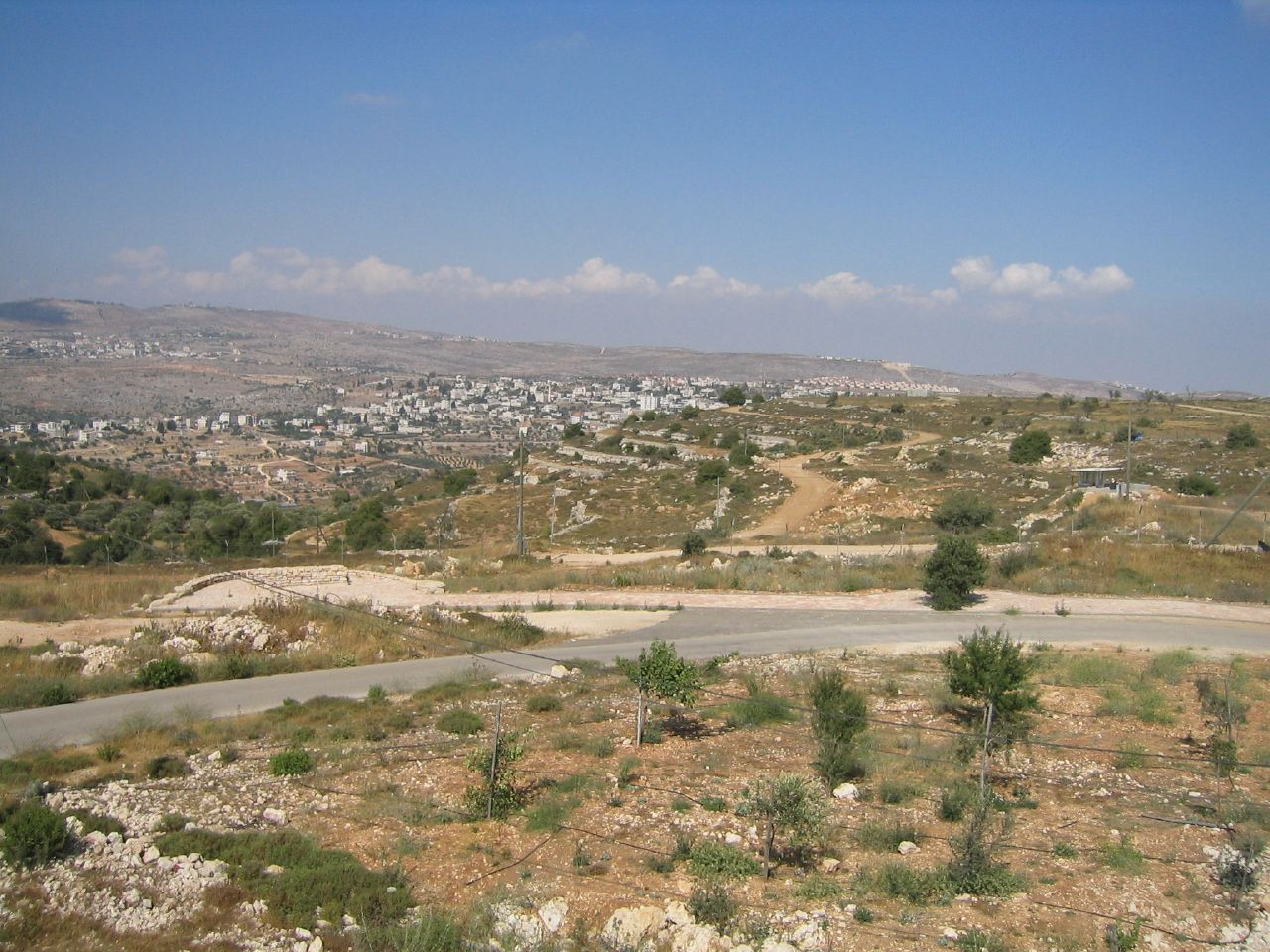
Panorama från Västbanken

Samaria (hebreiska: שומרון, Shomron; grekiska: Σαμάρεια, Samáreia; nuvarande Sabastiiyah) är idag en ort cirka 75 kilometer norr om Jerusalem i Västbanken. Den var forntida huvudstad i Israels rike, grundad omkring 880 f.Kr. av Israels kung Omri. Staden föll år 722 f.Kr. efter tre års belägring av Assyriens kung Sargon II. När Samaria föll efter tre års belägring skingrades dess invånare. Många dödades, andra flydde och Israels härskande klasser fördes bort till en grym slavtillvaro. Det blev upphovet till legenden om Israels tio förlorade stammar.
Under romersk tid var Samarien ett landskap med Samaria som huvudort. Detta landskap låg formellt i södra delen av provinsen Galileen, på gränsen till Judéen, och invånarna ansågs inte vara rättrogna judar då de inte accepterade templet i Jerusalem och de former av gudsdyrkan som praktiserades där. Det fanns en uttalad fientlighet mellan judar och samaréer (samariter), men de talade samma språk och dyrkade samma gud.
Staden utvidgades av Herodes den store som 30 f.Kr. fick staden som gåva av Augustus. Han uppförde bland annat ett tempel åt denne och ändrade stadens namn till Augusta, på grekiska Sebaste. Sebaste är nu byn Sebastije på Västbanken.

## Bildgalleri

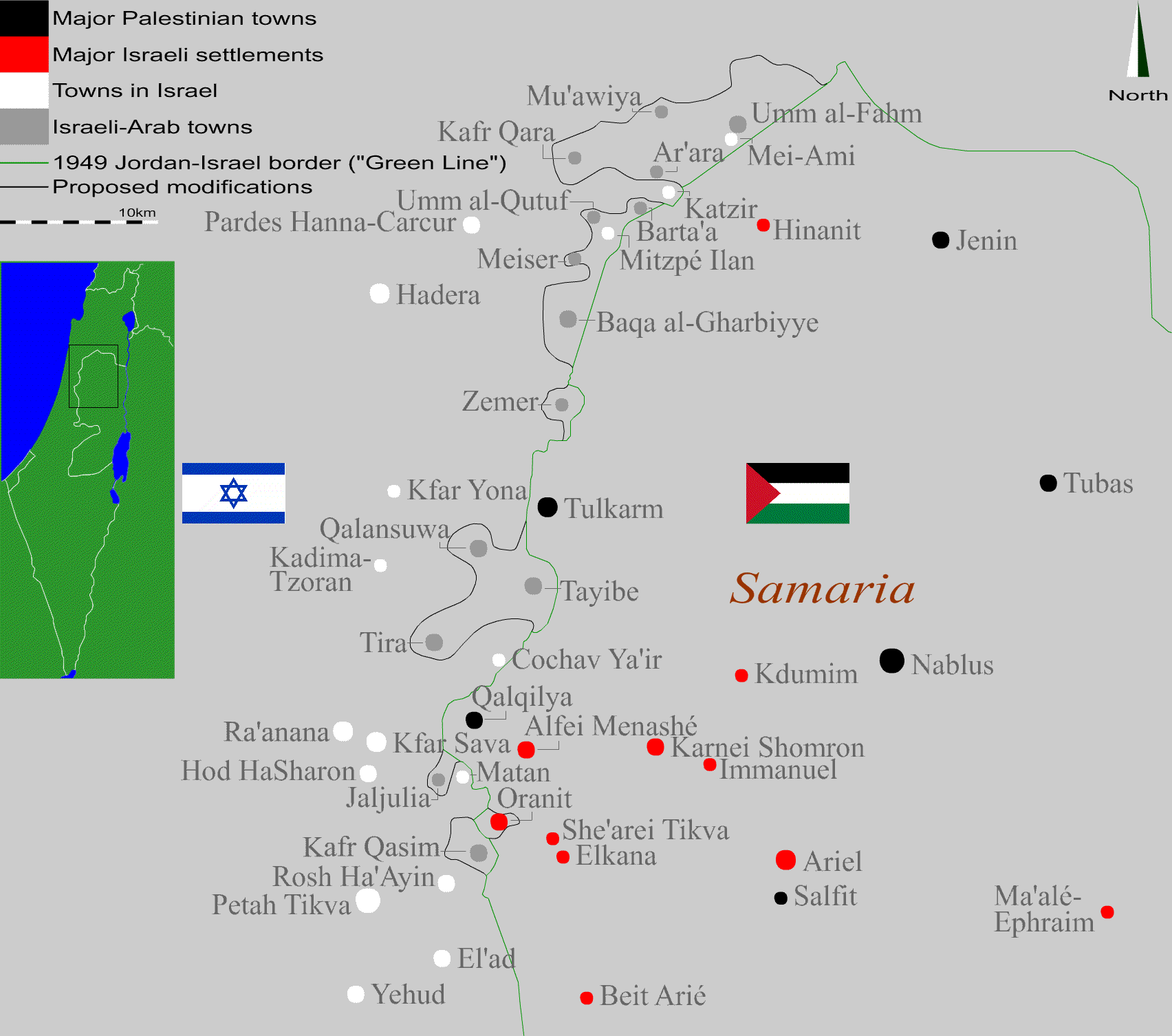
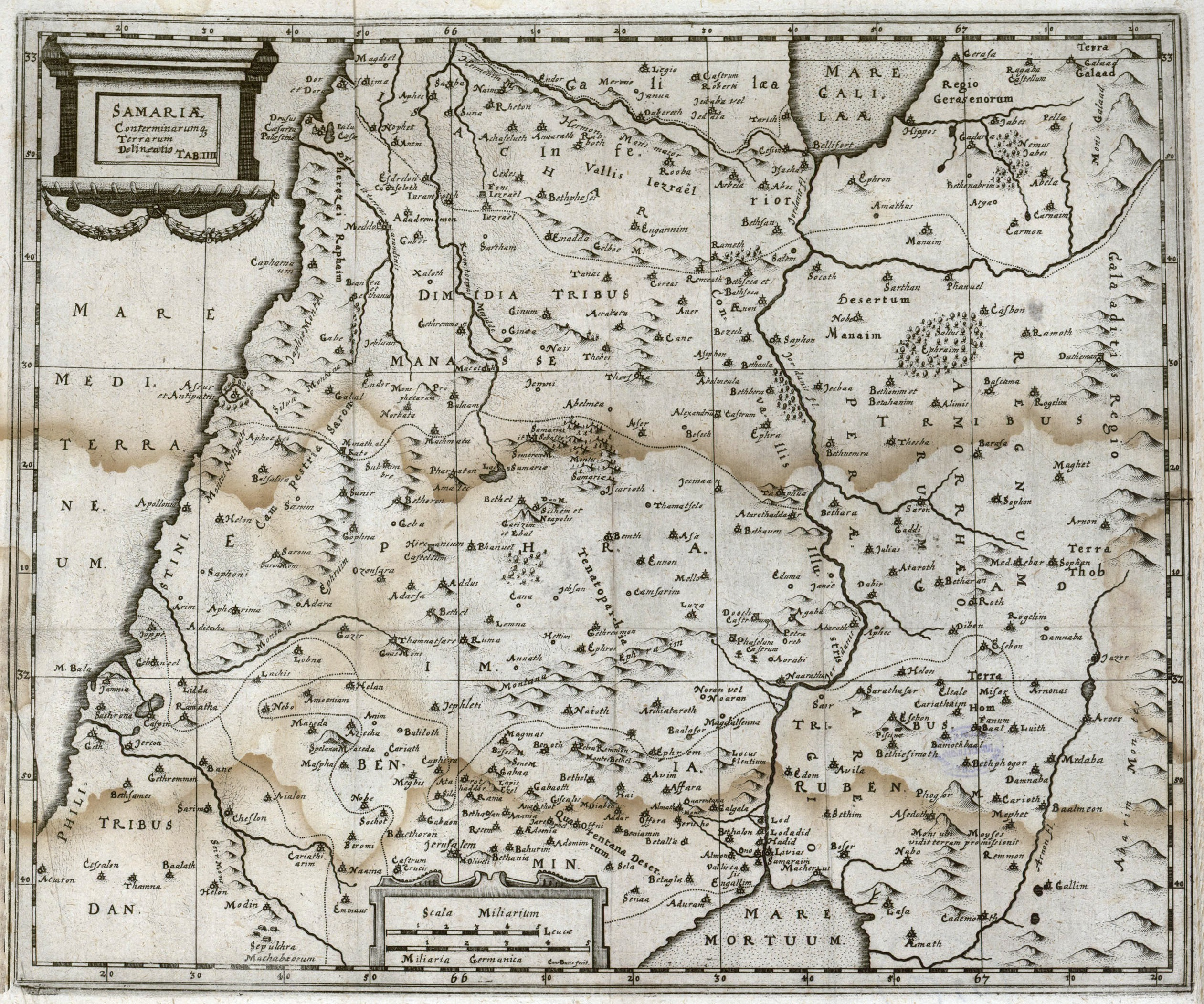
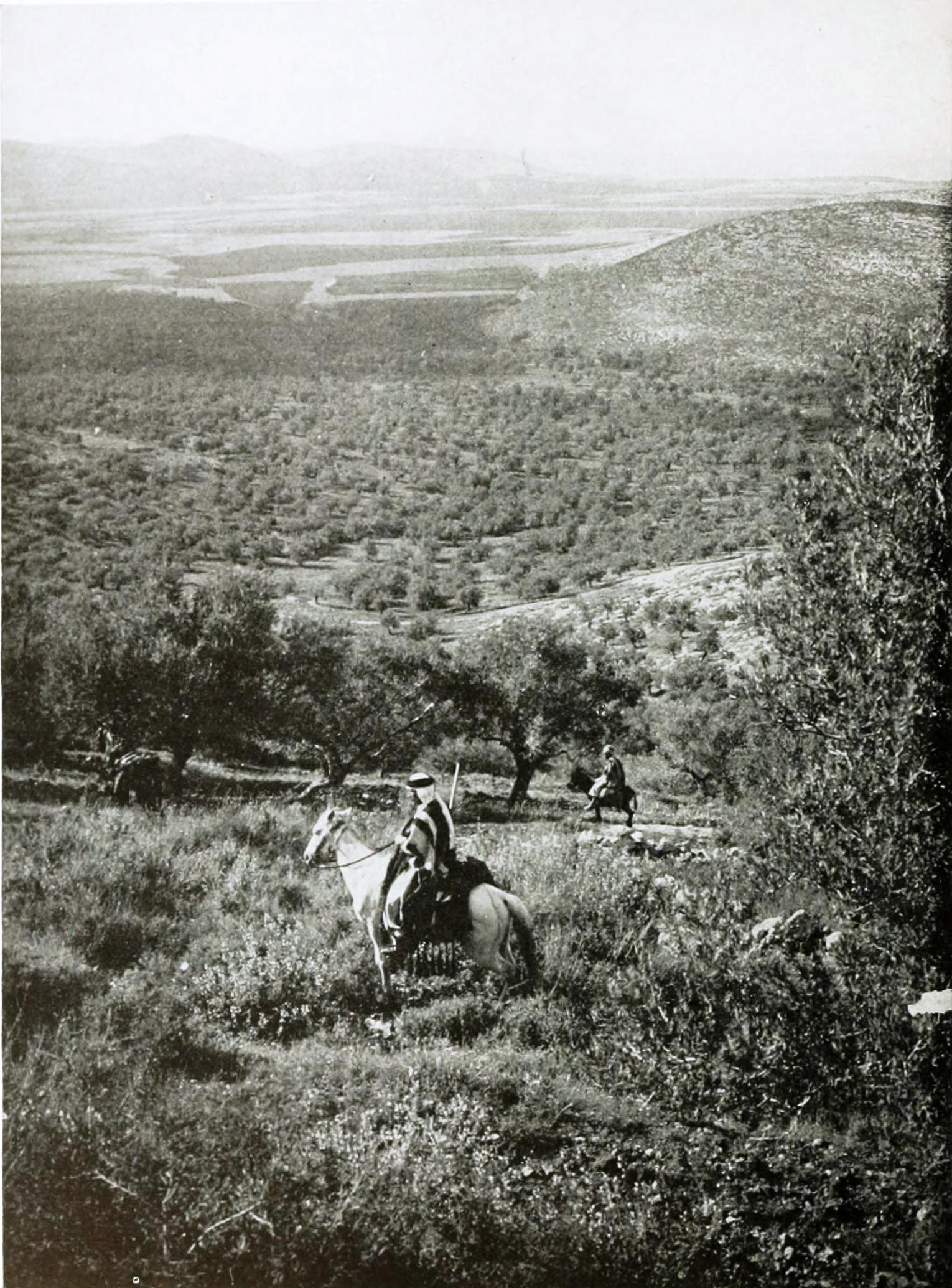
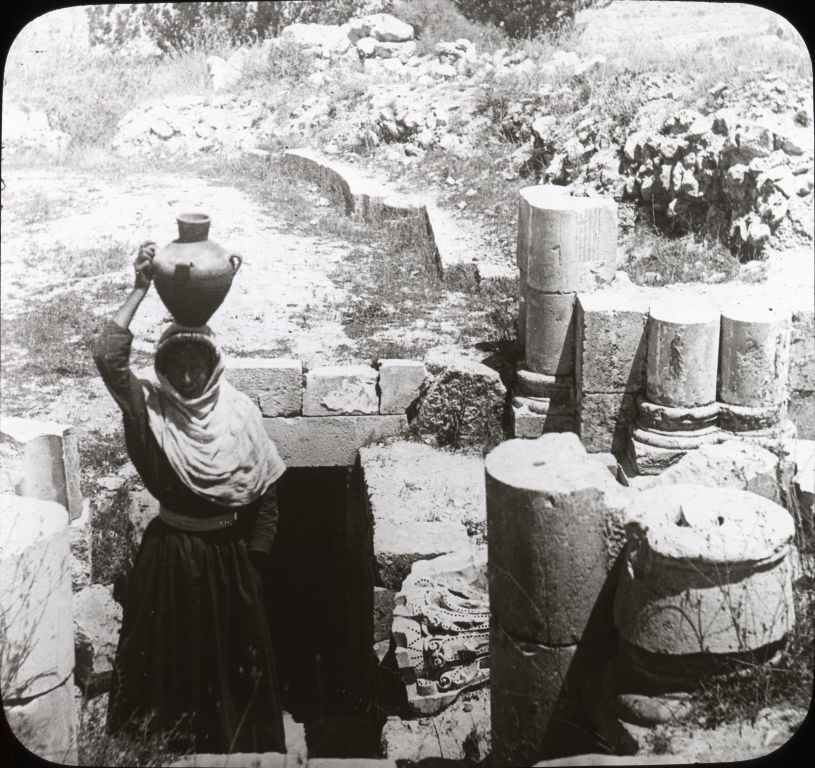
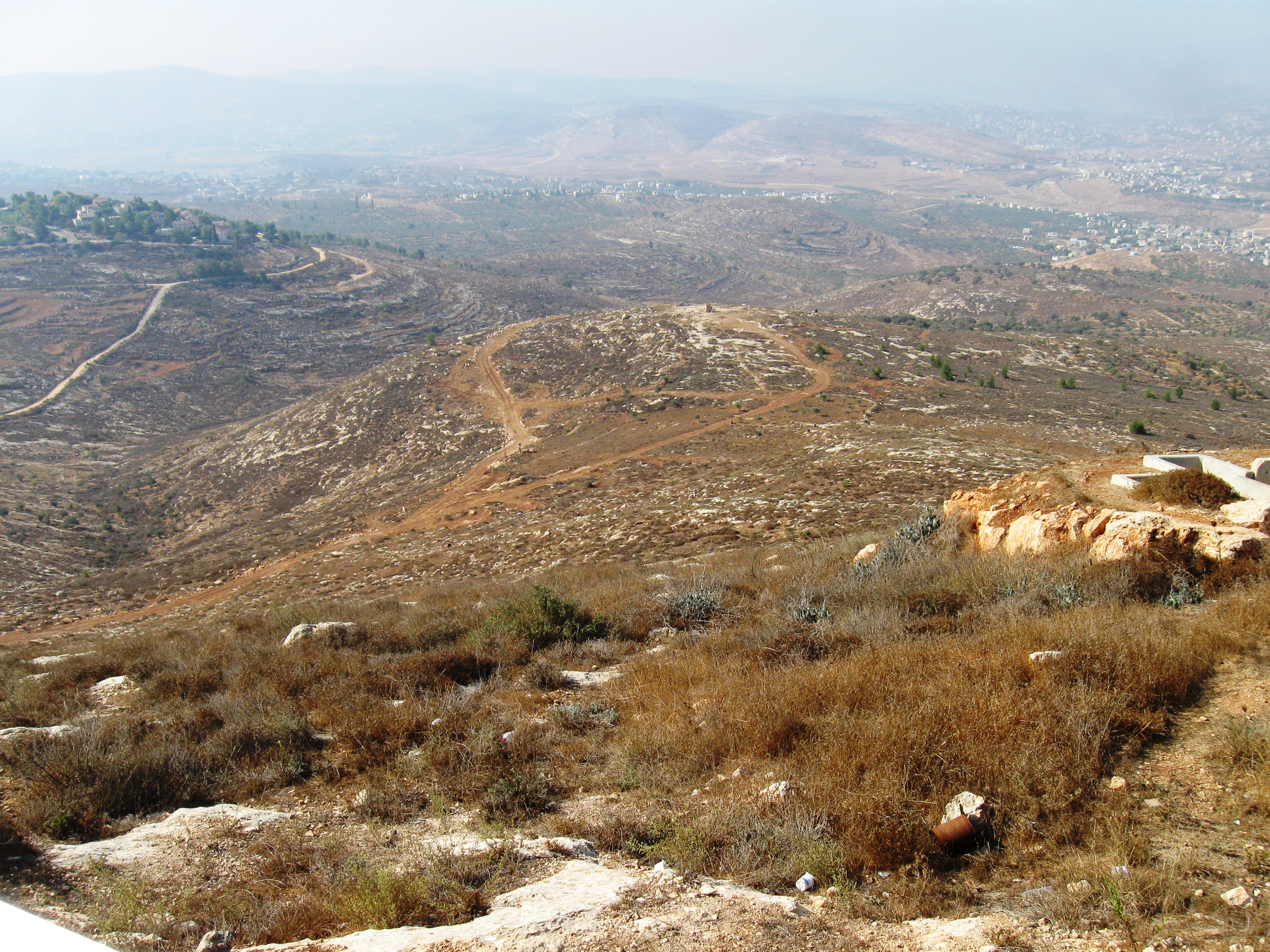
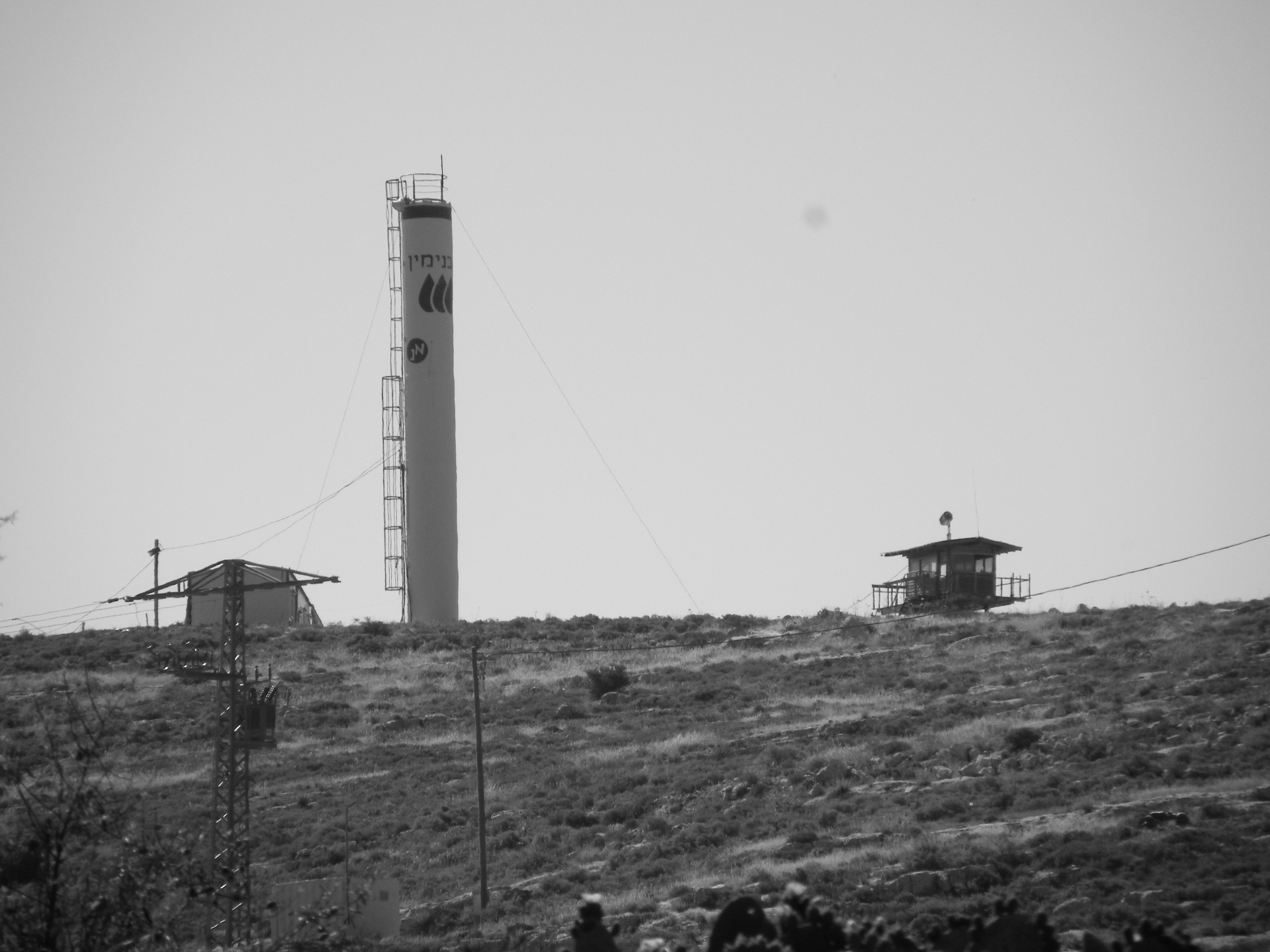